# Ciconi

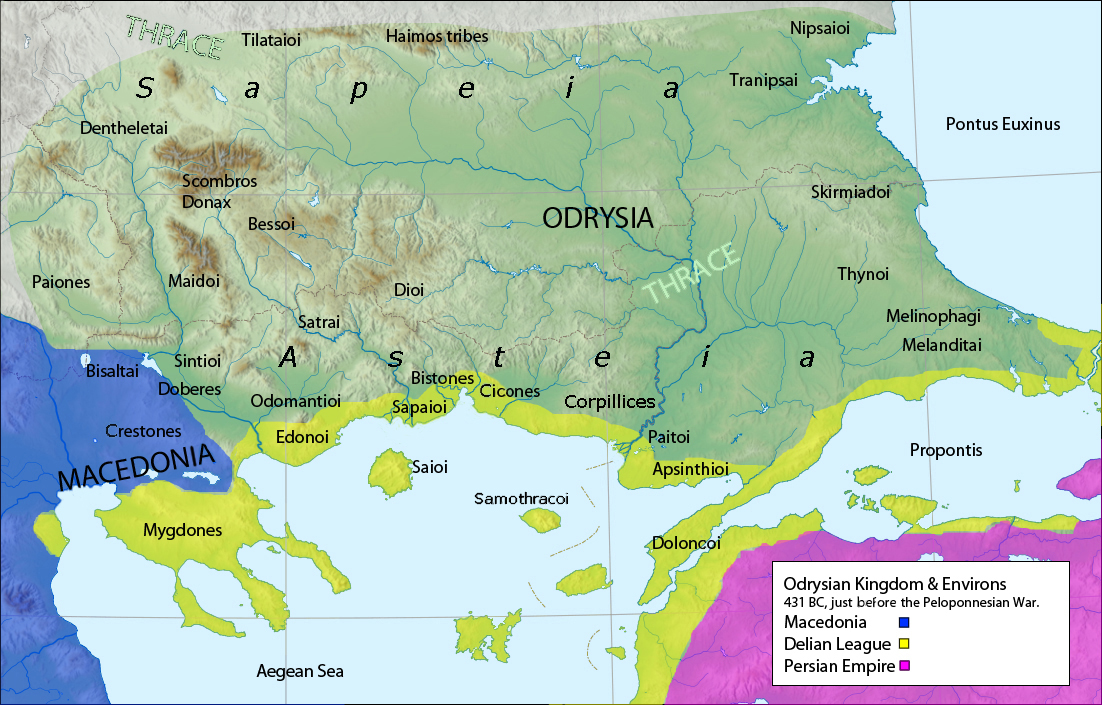
Localizzazione approssimativa dei Ciconi

I Ciconi (in greco Κίκονες, Kìkones) erano una popolazione che viveva nel sud-est della Tracia, affacciata sul Mar Egeo. In origine facevano parte del grande gruppo dei Traci, ma finirono poi per costituire un regno autonomo.

## Riferimenti letterari
Nel II libro dell'Iliade si narra che durante la guerra di Troia si schierarono dalla parte di Priamo, re di Troia, sotto la guida di Eufemo.
Nel IX libro dell'Odissea, Ulisse racconta alla corte di re Alcinoo dei Feaci che, una volta terminata la guerra di Troia, egli salpò con le sue navi per tornare in patria; si diresse anzitutto verso Ismara, capitale del regno dei Ciconi, per cercare le provviste necessarie per il viaggio. Il re e i suoi uomini saccheggiarono e distrussero la città uccidendo molti guerrieri Ciconi e facendo prigioniere le loro donne. Ulisse fece irruzione anche nella casa di un vecchio di nome Marone, ma dopo essersi reso conto che si trattava di un sacerdote si astenne dal fargli del male. Marone per sdebitarsi regalò a Ulisse oggetti preziosi e dodici anfore di vino, con un otre del quale l'eroe itacese avrebbe in seguito ubriacato il ciclope Polifemo.
Ulisse disse ai suoi uomini di affrettarsi, ma invece essi si fermarono a consumare le carni e il vino di cui avevano fatto bottino. Furono sorpresi da un esercito cicone, radunatosi per contrattaccare. Le donne dei Ciconi poterono così mettersi in salvo mentre Odisseo fu costretto a salpare dopo aver perso sei uomini per ognuna delle sue dodici navi. Il viaggio presso la terra dei Ciconi è l'unica tappa del nòstos di Odisseo in un luogo reale.
Secondo l'Eneide, tra i molti alleati di Priamo che dopo la caduta di Troia si uniscono a Enea, ci sono anche alcuni Ciconi, tre dei quali - provenienti da Ismara - cadono nella guerra contro gli italici, per mano del giovane principe sabino Clauso.